# Seehornsee
Der Seehornsee ist ein kleiner Bergsee in den Berchtesgadener Alpen unterhalb des namensgebenden Seehorns im Gemeindegebiet von Weißbach bei Lofer im Land Salzburg.
Der Gebirgssee liegt auf 1779 m ü. A. am Normalweg von der Kallbrunnalm zum Seehorn unterhalb des Seekopfes. 500 Meter weiter südlich befindet sich seit den 1960er-Jahren der Dießbach-Stausee. Der bis dahin als Diessbach-See bezeichnete natürliche See wurde mit dem Bau des Stausees in Seehornsee umbenannt.
Der kleine See liegt auf dem Gebiet der Katastralgemeinde Oberweißbach im Osten der Gemeinde Weißbach, im Distrikt 19 Dießbach des Reviers Falleck der Saalforste. 1600 Meter westlich liegt die Kallbrunnalm. Das Gebiet gehört zum Naturschutzgebiet Kalkhochalpen.

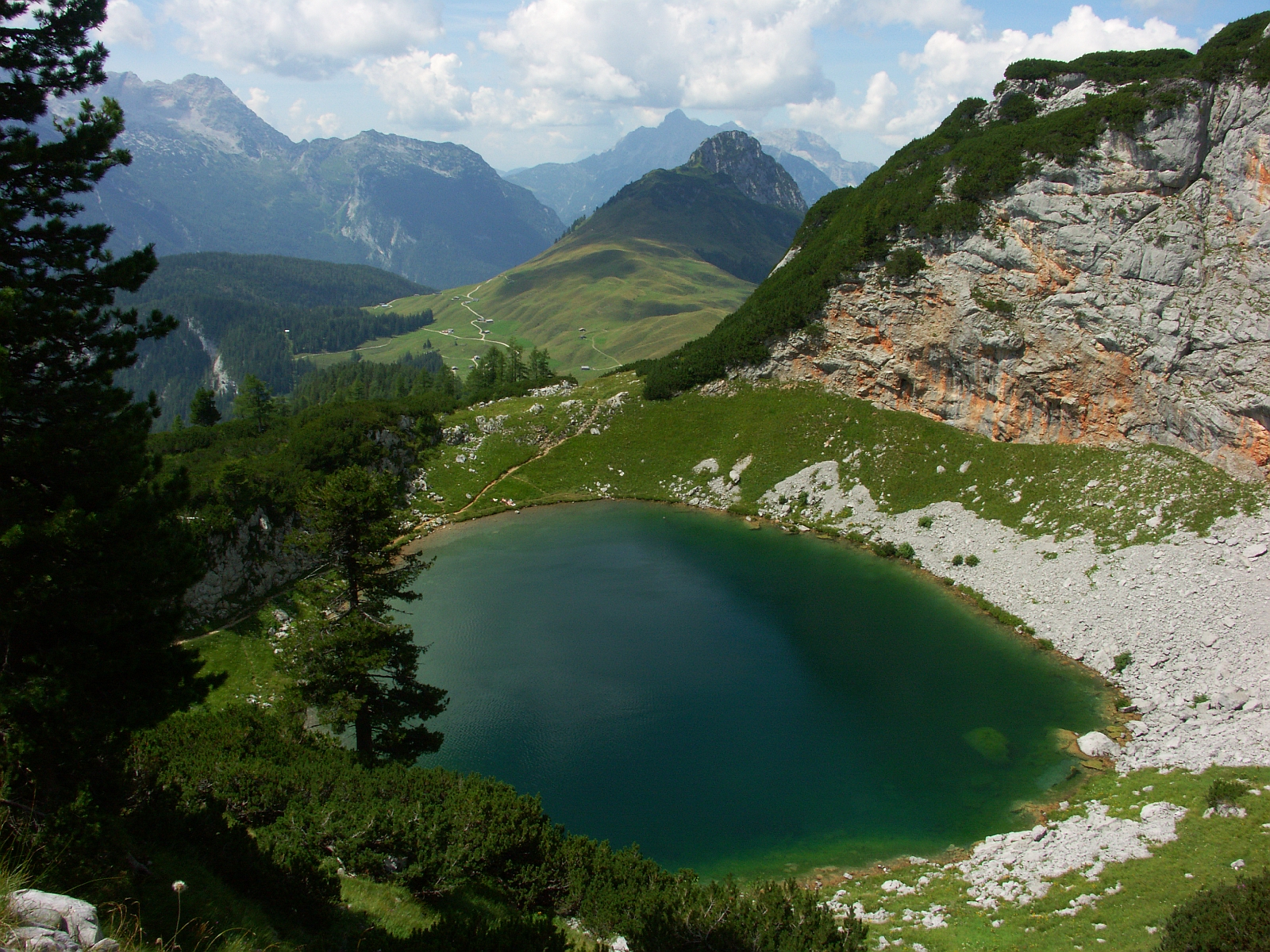
Ansicht von Südosten. Mittig im Hintergrund die Kallbrunnalm.